# Albergo Intergalattico Spaziale
Albergo Intergalattico Spaziale foi um duo italiano de rock progressivo.

## História
Depois do seu grupo I Giganti nos anos sessenta, Giacomo Mino di Martino se dedicou totalmente à exploração da música de vanguarda, formando esse duo com a esposa Edda Terra di Benedetto depois de uma breve experiência com o grupo Telaio Magnetico. Albergo Intergalattico Spaziale era o nome de um local de propriedade dos dois em Roma.
O único álbum deles, estampado privadamente em 1978, mas gravado dois anos antes, contém música baseada inteiramente em teclado, com o órgão como instrumento principal, acompanhado de algumas músicas cantadas pela voz de Terra.
Os recentes relançamentos em vinil e CD integraram o disco, que tinha uma duração em torno de trinta e sete minutos, com uma música a mais, "Hymalaya".
Depois da saída do disco, Di Martino e Terra seguiram os seus experimentos musicais com diversos concertos até o fim dos anos oitenta. Mino também escreveu na metade dos anos noventa um espetáculo teatral, Le campane del gloria, baseado nas poesias do diretor Pier Paolo Pasolini com a ajuda do ex-componente do grupo Stormy Six, Tommaso Leddi.

## Discografia
- 1978 Albergo Intergalattico Spaziale LDM (CT 001)